# تروفوزوئیت

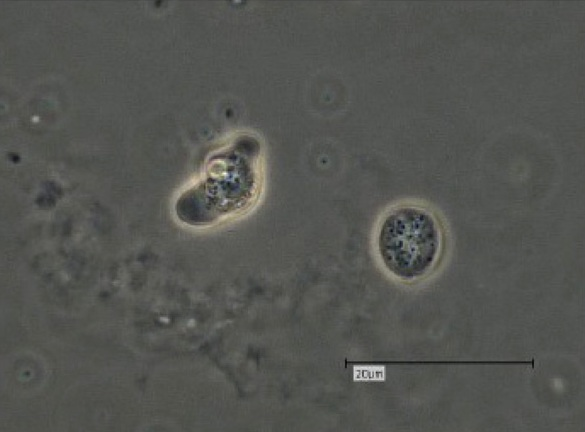
تروفوزوئیت شکلی فعال از انگل

تروفوزوئیت شکلی فعال از انگل است. که برخلاف کیست توان مقابله با شرایط را ندارد و خارج از بدن میزبان می‌میرد. به‌طور مثال ژیاردیا نوعی تروفوزوئیت است که موجب بیماری انسان می‌شود.